# بييا سانتا بريخيدا
اتحاد بييا دي سانتا بريخيدا الرياضي (بالإسبانية: Unión Deportiva Villa de Santa Brígida)‏ نادي كرة قدم إسباني يلعب في دوري الدرجة الثالثة الإسباني. تم تأسيس النادي في عام 1984.

## روابط خارجية
- Villa Santa Brígida